# Adiantum anceps
Adiantum anceps là một loài thực vật có mạch trong họ Adiantaceae. Loài này được Maxon & C.V. Morton miêu tả khoa học đầu tiên năm 1934.